# Кінотеатри Львова
У Львові діє 9 кінотеатрів: «Планета Кіно IMAX», «Планета Кіно», «Кінопалац», «Копернік», «імені Довженка», «Львів», «Київ», «Сокіл» та «Multiplex»; а також автомобільний кінотеатр «Кінопарк». Щороку у Львові проходять фестивалі «Wiz-Art» (фестиваль короткометражних фільмів) та «КіноЛев» (фестиваль «незалежного кіно»).

## Історія

### 1844—1945
У листопаді 1844 року Р. Дохонський і Ю. Вислобоцький на вулиці Театральній, 15, у колишньому Костелі святого Хреста монастиря францисканців, де перед цим розміщувався перший міський театр, показували «туманні картинки» — так званий оптичний театр, попередник сучасного кінематографу. Перший у Львові справжній кіносеанс відбувся 13 вересня 1896 року у фотоательє «Рембрандт» Марціна Аппеля в Пасажі Гуасмана, 8 (нині — проїзд Крива Липа). Використовували вітаскоп Едісона. Покази відбувалися з 13 вересня по 10 жовтня 1896 року від 10 години ранку до 9 години вечора, квиток коштував 50 центрів[джерело?]. До репертуару входили наступні кінострічки: «Корабель на морі», «Переслідування китайця», «Поїзд», «У дантиста», «Танок дикунів», «Дитячий парк у Парижі», «Шотландський танець», «Танець з серпантином» та «Акробатки».
Перший постійний кінотеатр, «Уранія», відкритий у 1907 році в колишньому театрі Скарбека. З 1913 мав назву «Лев», з 1929 — «Атлантик». Діяв до початку другої світової війни.

#### Кінотеатр «Копернік» / Студіо / ім.Коперніка
У будинку по вул. Коперника, 9 діє кінотеатр, заснований у 1912 році. Протягом своєї 100-літньої діяльності кінотеатр змінював назви і власників: «Санс-Рівал» (1912), «Копернік» (1912—1941, 1944—1946), «Студіо» (1941—1944), «Копернік» (1944—1946), «Кінотеатр ім. Коперніка» (1946—2004), «Кінопалац „Коперник“» (з 2004 року).

#### Кінотеатр «Еліт» / «Ванда» / «Оаза» / «Муза» / ім.Зої Космодем'янської / «Левеня»
У будинку на вул. Січових Стрільців, 11 з 1912 року діяв кінотеатр зі зміною назв і власників: «Еліт» (1912—1918), «Ванда» (1926—1931), «Оаза» (1931—1933), «Муза» (1933—1944), «Кінотеатр ім. Зої Космодем'янської» (1944—1991), «Левеня» (1991—2000). Нині в будинку розміщений навчальний корпус Львівського навчально-наукового інституту Університету банківської справи.

#### Кінотеатр «Штука» / Кінотеатр «Балтик» / Кінотеатр «Космос» / Кінотеатр «Комсомолець»
Від 1926 року в приміщенні Ремісничої палати (пл. Данила Галицького, 1) діяв кінотеатр «Штука», заснований Мареком Парізером. 1934 року перейменований на «Балтик». Зал кінотеатру був розрахований на 290 глядацьких місць і керував ним Францішек Адамський. У 1937—1939 роках кінотеатр «Балтик» був у власності Владислава Баара, Броніслава Новорієра, Фриди Хазін, Зофії Вехшер, але його керівником залишився Ф. Адамський. У 1941—1944 роках кінотеатр діяв під назвою «Космос». 1946 року був перейменований на «Комсомолець» і функціював принаймні до 23 листопада 1946 року. 15 квітня 1946 року у цьому будинку розпочав роботу Львівський обласний театр ляльок.

#### Кінотеатр «Сфінкс» / «Мева» / «Адрія» / ім.17 Вересня / Кінотеатр ім.Б.Хмельницького
У будинку за сучасною адресою вул. Б. Хмельницького, 11 діяв кінотеатр зі зміною назв і власників: «Сфінкс» (1913—1918, 1926—1933), «Мева» (1933, 1941—1944), «Адрія» (1933—1939), «Кінотеатр ім. 17 Вересня» (1946—1949). Від 1949 року він мав назву «Кінотеатр ім. Б. Хмельницького». У 1990-х роках основу репертуару складали стрічки індійського виробництва. 2007 року Львівська міська рада ухвалила рішення про ліквідацію Державного комунального підприємства «Кінотеатр ім. Б. Хмельницького».

#### Кінотеатр «Пакс» / Кінотеатр ім.27 липня / Кінотеатр ім.В.Короленка
У будинку на вул. Короленка, 3 працював кінотеатр зі зміною назв і власників: «Пакс» (1935—1939), «Сатурн» (1941—1944), «Кінотеатр ім. 27 липня» (1944—1946), «Кінотеатр ім. В. Короленка» (1946—1990). У 1990—2016 роках в приміщенні кінотеатру діяв Російський культурний центр імені О. С. Пушкіна, від 13 жовтня 2018 року — «Будинок воїна».

#### Кінотеатр «Байка» / «Зірка»
У будинку на вул. Зеленій, 88 працював кінотеатр зі зміною назв і власників: «Байка» (1932—1944), «Зірка» (1944—1997). У 1997—2020 роках у приміщенні діяв нічний клуб «Picasso».

#### Кінотеатр «Марисенька» / Кінотеатр «Піонер»
В будинку на площі Генерала Григоренка, 5 діяв кінотеатр зі зміною назв і власників: «Марисенька» (1918—1941), «Москва» (1944—1948), дитячий кінотеатр «Піонер» (1965—1990). 1941 року у приміщенні кінотеатру також діяв Державний театр мініатюр, а на часі німецької окупації — театр СС та поліції. Нині в будівлі діє Львівський академічний духовний театр «Воскресіння».

#### Кінотеатр «Ванда» / Кінотеатр ім.І.Франка
У будинку на площі Міцкевича, 10 працював кінотеатр зі зміною назв і власників: «Ванда» (1908—1909), «Байка» (1909—1912), «Геліос» (1912—1917), «Фатаморгана» (1917—1931), «Міраж» (1931—1939), «Кінотеатр хроніки» (1939—1940), «Централь» (1942—1944) «Кінотеатр ім. І.  Франка» (1944—1990-і). У 1987 році в будинку сталася пожежа. У 1989 році кінотеатр ім. Івана Франка (219 місць) за рік відвідало 247,716 глядачів, а 1990 року тут відбувалося в середньому 10 кіносеансів на день. Впродовж наступних років будинок дійшов до стану руйнації. Поблизу нього у 1990 та 1992 роках проводили молодіжний фестиваль альтернативної культури та нетрадиційних жанрів мистецтва «Вивих». Відвідувачі фестивалю якось вирішили розмалювати обгорілі стіни, через це будинок отримав назву «вивихнутого». Будівлю демонтували у січні 1998 року.

#### Кінотеатр «Хроніка» / Кінотеатр ім.Лесі Українки
У будинку на площі Міцкевича, 6/7 працював кінотеатр зі зміною назв і власників: «Авеню» (1908—1912, 1923—1930), «Дрімленд кіно» (1912—1914), «Втіха» (1914—1915), «Рай» (1930—1943), «Луна» (1943—1945), «Хроніка» (1945—1946), «ім. Лесі Українки» (1946-2000-і), «Касандра» (2000-і), кінокафе «Люм'єр» (до 2007). У 1980-х роках в приміщенні фойє відкрили ігрові автомати. Уже в пострадянський період кінотеатр перейменували на «Кассандру», згодом тут відкрилося кінокафе «Люм'єр», але успіху у львів'ян вони не здобули, тому 2007 року Львівська мерія вирішила їх ліквідувати. Нині на другому поверсі будинку містяться ресторан та казино клубу «Спліт», а на першому — магазин ювелірних виробів та взуттєвий магазин «Vario», а також комунальна установа «Інститут стратегії культури» та громадська організація «Інститут просвіти».

#### Кінотеатр «Фаун» / Кінотеатр «Спартак»
У будинку на сучасному проспекті Свободи, 5 діяв кінотеатр під різними назвами: «Фаун» (1913), «Казино» (1913—1916), «Кінотеатр Польських легіонів» (1916—1917), «Кіно новини» (1917—1926), «Казино» (1926—1929), «Дніпро» (1944-2000-і). Поруч під різними назвами існував інший кінотеатр — «Емпайр» (1938—1939), «Кінотеатр ім. Пушкіна» (1939), «Спартак» (1944-1990-і). Тепер тут розміщений торговий центр «Плазма».

#### Кінотеатр «Європа» / Кінотеатр «Україна» / Галицький центр кіномистецтв
Кінозаклад у приміщенні давнього Галицького іпотечного банку, що на сучасному проспекті Шевченка, 1 був відкритий 1937 року і за час свого існування не раз змінював власників, разом із тим назви: «Європа» (1937—1939), «Україна» (1944—1991), Галицький центр кіномистецтв (1991—2007). У свій час «Європа» був одним із найбільших кінотеатрів міста  — 704 глядацьких місця. Під час другої світової війни тут розташували міське відділення Кримінальної поліції — Кріпо. Після закінчення війни мережа кінозакладів дуже швидко відновила діяльність і кінотеатр «Європа» вже як кінотеатр «Україна» діяв до 2006 року. 2016 року розпочалося будівництво торгово-розважального центру на місці демонтованої 2007 року прибудови глядацької зали та прилеглої пл. Галицька, 15 — просп. Шевченка, 3.

#### Кінотеатр «Штука» / Кінотеатр «Химера» / Кінотеатр «Київ»
У триповерховій кам'яниці, на сучасному проспекті Шевченка, 8, збудованій близько 1880 року, у 1892—1898 роках перебувало Наукове Товариство ім. Шевченка. В подвір'ї цієї кам'яниці у 1912 році фірма Івана Левинського збудувала кінотеатр «Штука», згодом перейменований — на «Химера»). За радянських часів кінотеатр почав називатись «Київ», що функціював до 2015 року. 2015 року Виконавчий комітет Львівської міськради затвердив містобудівні умови та обмеження на реконструкцію цього будинку, тобто дозволили новим власникам провести реконструкцію будівлі колишнього кінотеатру «Київ» «за рахунок надбудови частково третього та мансардного поверхів». 28 серпня 2020 року в приміщенні колишнього кінотеатру «Київ» відкрився приватний океанаріум.

#### Кінотеатр Корсо / Кінотеатр ім.Щорса / Кінотеатр ім.Т.Шевченка
В будинку на проспекті Шевченка, 28, діяв кінотеатр зі зміною назв і власників: «Корзо» (1912—1926), «Варшава» (1926—1928), «Пан» (1928—1938), «Ріальто» (1938—1944), «Піонер» (1944—1950), «Кінотеатр ім. Щорса» (1950—1990-і), «Кінотеатр ім. Т. Шевченка» (1990-ті). Поступово кінотеатр припинив діяльність. У 2009—2012 роках приміщення належало товариству «Просвіта». Від 2012 року тут розташований ресторан імпровізацій «Грушевський Cinema Jazz».

#### Кінотеатр «Аполло» / Кінотеатр ім.Кірова
У будинку на сучасній вул. Чайковського, 7 в приміщенні Галицького музичного товариства у квітні 1911 року було відкрито кінотеатр «Аполло». Власником кінотеатру був інженер Казимеж Кропйовський. Це був елітний, в якому демонстрували найновіші кінострічки, а квитки на кінопокази коштували майже на рівні з квитками на театральні вистави. На початку діяльності кінотеатру у глядацькому залі було 598 місць, але до кінця 1930-х років їх кількість збільшено до 700. У 1916 році Казимеж Кропйовський був мобілізований до війська, і кінотеатр перейшов у власність спілки, до якої входили: інженер Станіслав Фред, урядовець магістрату Станіслав Зборовський та журналіст Едмунд Кольбушовський. У січні 1930 року «Аполло» почав демонструвати звукові фільми і став другим звуковим кінотеатром Львова. У травні 1935 року «Аполло» був одним з двох кінотеатрів Львова, де відбувалися безкоштовні покази репортажу з похоронної процесії Юзефа Пілсудського. Від грудня 1939 року, вже як кінотеатр імені Кірова, власниками якого були: Данута Павловська, Владислав Фред, Станіслав Зборовський. У реєстраційному списку кінотеатрів зазначено, що ця спілка власників довела кінотеатр до занепаду. «Аполло» остаточно припинив свою діяльність, у 1943 році, під час німецької окупації. Нині у будинку діє Львівська обласна філармонія.

### 1945—1991
У радянський період кількість кінотеатрів у Львові стрімко збільшувалася. У 1960 році у місті було відкрито кінотеатр «Львів» — перший широкоформатний кінотеатр в Україні, тоді — один з найкращих в СРСР.

#### Кінотеатр «Орлятко» / Кінотеатр «Сокіл» / «Львівський кіноцентр»
Кінотеатр «Орлятко» був відкритий у грудні 1978 року у будинку на вул. Володимира Великого, 14-А, посеред парку «Горіховий гай». Цей кінотеатр був розрахований на дитячу публіку. У часи Незалежності його перейменовано на «Сокіл». У середині 1990-х років кінотеатр припинив свою діяльність, проте відновив її у 2003 році. Довший час у «Соколі» відбувалися нерегулярні кіносеанси, але ухвалою «Про реорганізацію закладів культури» Львівської міської ради від 18 грудня 2014 року реорганізовано способом перетворення на ЛКП «Львівський кіноцентр». 20 березня 2015 року відбулося урочисте відкриття кіноцентру. Більшість показів тут відбувається мовою оригіналу з українськими субтитрами. Також відбуваються покази кіно, знятого на плівку, з архівів Львівської обласної контори кінопрокату. У кіноцентрі є кінозал з плівковим та цифровим проєкторами, зручна зона відпочинку та кафе.

#### Кінотеатр «Дружба»
Кінотеатр «Дружба» збудований у 1952 році за типовим проєктом львівського архітектора Станіслава Соколова у стилі еклектичного сталінського ампіру як частина ансамблю парку культури та відпочинку імені Б. Хмельницького, що складався з кінотеатру, Зеленого театру, естради, центральної алеї та головної арки входу. Глядацький зал був розрахований на 300 місць. Фасад кінотеатру декорований скульптурною групою — два чоловіки та жінка, яка була покликана символізувати Дружбу. Оскільки ніхто із скульпторів не зміг вчасно виконати задум архітектора — скульптурну групу з трьох жінок із снопами в руках, було здійснено компромісне рішення: на львівській скульптурно-керамічній фабриці у терміновому порядку були знайдені фігури робітника, негра та китаянки, розташовані донині на фронтоні тепер вже колишнього кінотеатру. Розташовувався праворуч головного входу до парку культури та відпочинку ім. Б. Хмельницького, що на вул. Дзержинського, 4 (нині — вул. Вітовського).

#### Кінотеатр «Метал» / Кінотеатр ім.В.Чкалова / Кінотеатр «Арлекіно»
В приміщенні колишнього Народного дому львівської дільниці Сигнівка, що на вул. Городоцькій, 285, у 1949—2000 роках діяв кінотеатр, котрий у різні часи мав назви: «Метал» (1946—1949), «Кінотеатр ім. В. Чкалова» (1949—1990), «Арлекіно» (1990—2000).

#### Кінотеатр ім.Я.Галана / Кінотеатр ім.І.Миколайчука
Будівля кінотеатру збудована на вул. Личаківській, 131, за типовим проєктом у стилі сталінського ампіру. Глядацька зала кінотеатру була розрахована на 300 місць. Кінотеатр ім. Я. Галана був відкритий 25 серпня 1955 року демонстрацією художньої стрічки «Княжна Мері». Під назвою ім. Я. Галана кінотеатр працював від 1955 до початку 1990-х років. У 1990-х роках кінотеатр перейменовано на честь Івана Миколайчука. Нині у кінотеатрі міститься книгосховище Львівської національної наукової бібліотеки імені В. Стефаника.

#### Кінотеатр «Октябрь» / Кінотеатр «Жовтень» / Кінотеатр «Галичина»
Кінотеатр «Октябрь» споруджений у 1978 році на вул. Любінській, 93 за проєктом архітектора Людмили Нівіною. Наприкінці 1980-х року його перейменовано на «Жовтень», а згодом на «Галичину». Кінотеатр не виконував своїх функцій з 2002 року, деякий час у його фоє діяв радіоринок. Будівля була демонтована у 2013 році. Станом на листопад 2024 року, на місці кінотеатру триває будівництво ЖК «Cinematic».

#### Кінотеатр імені М.Коцюбинського / Кінотеатр «Супутник» / Кінотеатр «Стрілець»
Будівлю кінотеатру імені М. Коцюбинського споруджено на вул. Повітряній, 20 на початку 1950-х років у стилі сталінського ампіру. Глядацька зала кінотеатру була розрахована на 300 місць. Згодом перейменований на «Супутник», від 1990-х років — «Стрілець». У 2000-х роках в приміщенні розташовувався нічний клуб «Далі». Нині у будинку не проводяться кінопокази, хоча екран збережений.

#### Кінотеатр «Львів»
1960 року в перебудованому приміщенні колишнього павільйону важкої промисловості Східних торгів, що розташований на алеї у верхній частині Стрийського парку, який мав адресу — вул. Пархоменка, 12 (нині вул. Самчука), відкрито кінотеатр «Львів». Він став першим кінотеатром України з обладнанням для демонстрації широкоформатних фільмів зі стереозвуком та глядацькою залою, що налічувала 760 місць. У 1980-х роках через спад випуску широкоформатних фільмів, кінотеатр був переобладнаний на систему монозвуку. На сьогодні це єдиний комунальний кінотеатр у Львові.

#### Кінотеатр «Маяк» / Кінотеатр «Дзвін»
Від повоєнних часів на тодішній вул. Кірова, 45 (нині — Вулиця Шептицьких) розташовувався відкритий кінотеатр «Літній-1». У 1960 році перейменований на «Маяк» та накритий дахом. Від років незалежності має назву «Дзвін», але останні роки стоїть пусткою. Після спорудження поруч меморіалу імені Степана Бандери у травні 2007 року, львівська міська рада планувала створити у приміщенні колишнього кінотеатру відповідний музей. Ще деякий час, до 2009 року, тут проводили щоденно по три кіносеанси (і це при тому, що місткість кінозалу становила 300 місць). 2019 року ЛМР погоджено створення комунальної установи «Меморіальний музей Гідності». Музей розташують на місці колишнього кінотеатру «Дзвін».

#### Кінотеатр «Мир» / Кінотеатр «Клекіт»
Будинок був споруджений у 1965 році за типовим проєктом архітектора Станіслава Соколова. Кінотеатр був розрахований на 1 200 місць, у 1990-х роках у приміщенні колишнього кінотеатру розташувався мистецький центр «Клекіт», а з 2001 року будівлю перебудували у стилі хай-тек для нічного клубу «Міленіум». У проєкті адаптації кінотеатру під розважальний комплекс брала участь Науково-дослідна лабораторія експлуатаційної надійності будівель і споруд Національного університету водного господарства та природокористування. За декілька років «Міленіум» змінив Івент-хол «Кіно», а 19 травня 2017 року тут відкрився нічний клуб «Малевич».

#### Кінотеатр «Літак»
Кінотеатр було влаштовано у 1970-х роках у фюзеляжі списаного пасажирського літака Ан-10,встановленого у парку імені 50-річчя Жовтня (нинішній парк «Боднарівка»), після припинення «Аерофлотом» у 1973 році експлуатації літаків цієї моделі, що було пов'язане з низкою авіакатастроф, дві з яких відбулися у Львові у 1950—1960 роках. Літак мав ліврею «Аерофлоту» та був закріплений на постаменті, до нього були влаштовані постійні сходи. Кінопроєкційна апаратура була розташована за площиною екрану, глядацькі місця були розміщені у пасажирському салоні, розрахованому на 132 глядачі (за кількістю пасажирських місць у салоні літака). Враховуючи конструктивну непристосованість кінотеатру умови кіноперегляду були досить некомфортні, однак кінотеатр користувався великим успіхом серед дітлахів та підлітків, через незвичне середовище та репертуар. на початку 1990-х років літак демонтували. На його місці у 1992 році збудована церква святих Бориса і Гліба.

#### Кінотеатр імені І.Котляревського
Кінотеатр розташовувався у 1949—1965 роках в одноповерховій будівлі на вул. Варшавській, 39. Будівля була демонтована у 1982—1983 роках через просідання даху.

### 1991—наші дні
Зі здобуттям Україною незалежності комунальні кінотеатри потерпали від нестачі фінансування, тому більшість була закрита, а приміщення продані чи передані в оренду. Сьогодні у місті є лише три комунальні кінотеатри: «Львів», який перебуває на балансі обласної ради; «Київ» та «Сокіл», які є власністю міської ради. Станом на 2023 рік всі вони зачинені, а «Сокіл» був перетворений у Lviv Cinema Center. Також функціонує «Довженко центр», а замість найстарішого донедавна діючого кінотеатру «Кінокоперник» планують відкрити міський молодіжний хаб, із збереженням функціоналу кінотеатру. Також в приміщені буде розміщуватися офіс молодіжної столиці Європи.
Довгий час провідну роль займала мережа кінотеатрів «Кінопалац», однак станом на 2023 рік, мережа повністю припинила своє функціонування.
У листопаді 2010 року у місті з'явився перший в Україні автомобільний кінотеатр «Кінопарк». 16 грудня 2010 року в торговому центрі King Cross Leopolis відкрито третій в Україні кінотеатр IMAX «Планета кіно». 2017 року у торгово-розважальному центрі Victoria Gardens розпочав роботу багатозальний кінотеатр «Multiplex» від найбільшої мережі кінотеатрів України «Multiplex Cinema».